# Mariestads distrikt
Mariestads distrikt är ett distrikt i Mariestads kommun och Västra Götalands län. 
Distriktet ligger i och omkring Mariestad. 

## Tidigare administrativ tillhörighet
Distriktet inrättades 2016 och utgörs av en del av området som Mariestads stad omfattade fram till 1971, delen som staden utgjorde före 1952.
Området motsvarar den omfattning Mariestads församling hade 1999/2000.